# DKW Typ P
La DKW P15 e la DKW PS600, note anche con la sigla collettiva Typ P sono due autovetture di fascia bassa prodotte complessivamente dal 1928 al 1933 dalla Casa automobilistica tedesca DKW.

## Storia e profilo

### Genesi del modello
L'idea di J.S. Rasmussen di passare dalla trazione elettrica a quella meccanica mediante motore a combustione interna si fece avanti nel momento in cui l'imprenditore danese titolare della Zschopauer Motorenwerke (più conosciuta come DKW) si rese conto che la sua Elektrowagen non garantiva un'elevata autonomia e neppure prestazioni soddisfacenti. Poteva andare bene come taxi nella zona di Berlino e dintorni, in quanto la capitale tedesca si trova su un terreno pianeggiante, povero di pendii e quindi in un'area in cui la Elektrowagen poteva essere sfruttata senza rischiare di compremettere anzitempo l'autonomia delle batterie. Ma in altre zone la vettura non poteva risultare efficace e quindi avrebbe avuto pochi sbocchi commerciali. Divenne così necessario passare ad un nuovo tipo di trazione, basata sui motori endotermici. In particolare, Rasmussen intendeva attingere dalla produzione motociclistica DKW, che tanto successo stava avendo in Germania e non solo.  Mentre la Elektrowagen era ancora agli inizi della sua carriera commerciale, la DKW lanciò sul mercato la Z500, prima moto con motore bicilindrico a due tempi (le precedenti moto DKW erano tutte spinte da un monocilindrico). Fu proprio questo motore ad essere visto come potenziale candidato ad equipaggiare la futura vettura DKW. Ma mentre per la Z500 fu mantenuto il raffreddamento ad aria, per il motore da montare sulla nuova autovettura si scelse di passare al raffreddamento ad acqua. Quest'ultima soluzione fu invece ripresa dall'impegno della DKW nelle competizioni motociclistiche, dove ottenne alcuni successi con una moto da gara equipaggiata proprio con un motore raffreddato ad acqua. Inoltre, mentre il motore utilizzato per impieghi agonistici era caratterizzato dalla presenza di un pistone supplementare che fungeva da sistema di sovralimentazione, per l'unità motrice si decise di non utilizzare tale soluzione, preferendo relegarla solo alle competizioni. Perciò, per compensare l'assenza di tale dispositivo, fu deciso di procedere con un aumento di cilindrata. Mentre tale trasformazione fu effettuata nello stabilimento centrale di Zschopau, la carrozzeria venne invece approntata presso lo stabilimento di Berlino. Per quanto riguarda quest'ultima, si decise di attingere a quanto sperimentato con la Elektrowagen, della quale venne ripresa la maggior parte della struttura e degli elementi costituenti il corpo vettura.

### Debutto
I primi prototipi della vettura, per la quale fu scelta la denominazione P15, uscirono dall'impianto di Markgrafendamm (Berlino) all'inizio dell'estate 1927. La presentazione ufficiale del nuovo modello, inizialmente previsto per il Salone di Berlino nell'autunno del 1927, fu invece fatto slittare all'anno seguente per poter ultimare e mettere a punto la meccanica. La presentazione ufficiale avvenne perciò il 4 marzo 1928 al Salone di Lipsia, un salone dedicato al veicoli commerciali e ai veicoli speciali. La P15 fu quindi presentata inizialmente solo come furgoncino, proprio per rientrare nel tema della kermesse di Lipsia. Durante i tre mesi successivi venne approntata la versione roadster con due posti supplementari di fortuna estraibili posizionati in coda (solitamente noti come posto della suocera). Nel giugno del 1928, presso il nuovo stabilimento DKW di Spandau, fu avviata la produzione in serie degli esemplari definitivi, che si differenziavano da quelli di preserie per il cofano motore, su ogni lato del quale erano presenti due file di feritoie orizzontali anziché una fila di feritoie verticali. La carriera commerciale della P15 poté quindi dirsi avviata.

### Caratteristiche
La P15 nacque sfruttando l'ossatura della Elektrowagen, della quale conservò l'allora innovativa struttura a scocca portante in legno con pannelli esterni rivestiti in similpelle. L'architettura meccanica della P15 era di tipo tradizionale, vale a dire con motore sistemato in posizione anteriore longitudinale e trazione sulle ruote posteriori. Il motore della P15, che come si è già detto, derivava dalla produzione motociclistica, fu realizzato a partire dall'unità bicilindrica della Z500, mutuando il raffreddamento ad acqua dalla versione destinata alle competizioni, ma rispetto alla quale venne aumentata la cilindrata mediante rialesatura. Il diametro dei cilindri fu aumentato da 68 a 74 mm, mentre la corsa rimase invariata a 68 mm. Il propulsore, da motore quadro qual era, divenne quindi un'unità superquadra da 584 cm³ alimentata mediante un carburatore doppio corpo. La potenza massima era di 15 CV a 3500 giri/min, e veniva trasferita al retrotreno mediante un cambio a 3 marce, corredato di frizione multidisco a bagno d'olio. Con una velocità massima di 80 km/h, la vettura garantiva prestazioni in linea con quelle delle vetture di fascia analoga dell'epoca.

La meccanica telaistica della P15 era anch'essa di tipo tradizionale e prevedeva sospensioni ad assale rigido con molle a balestre trasversali e freno di servizio a comando meccanico sulle quattro ruote. Il freno a mano, invece, agiva solo sulla ruota anteriore sinistra e sulla posteriore destra.

### Evoluzione

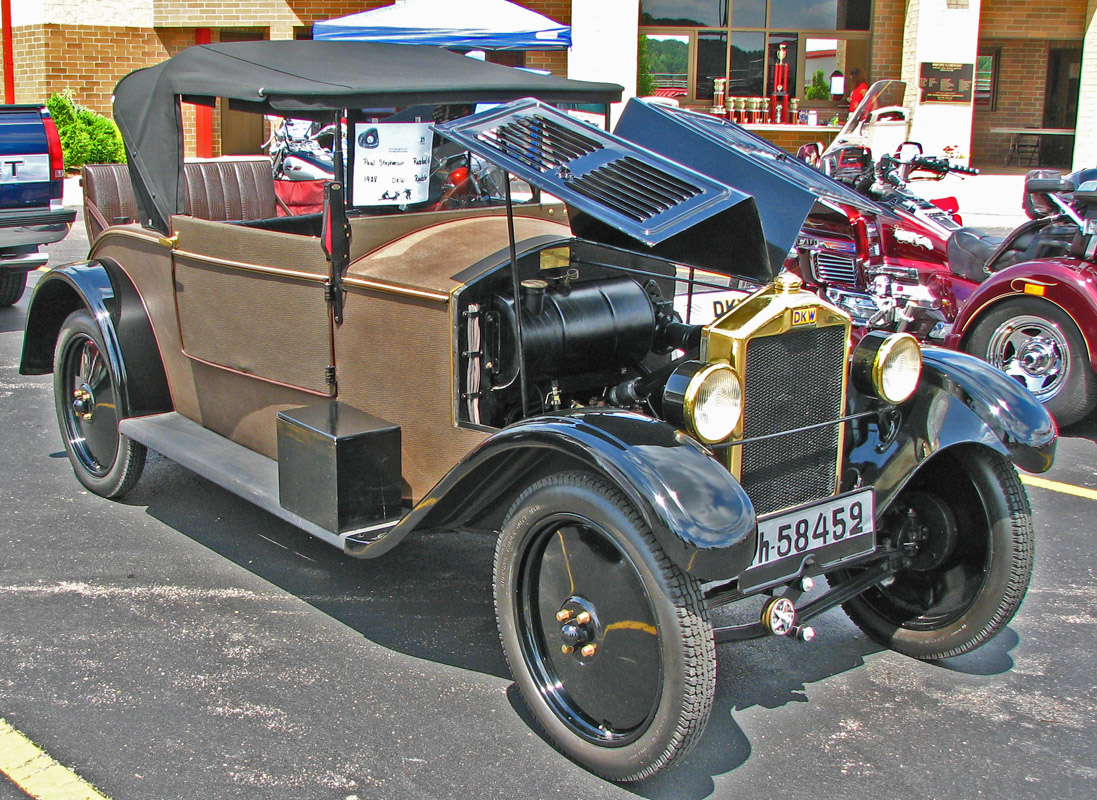
Una DKW Roadster

Piuttosto spartana la gamma colori della P15: mentre la roadster era prevista nei colori rosso o grigio, la versione commerciale poteva invece essere ordinata rossa o blu. In ogni caso, però, i parafanghi erano neri. Inoltre, pur andando a scontrarsi con concorrenti del calibro della Opel 4/20 PS o della Hanomag 3/16 PS, la P15 rimase comunque penalizzata rispetto a queste ultime per via del motore rumoroso e poco confortevole, il che la rendeva poco più di una via di mezzo tra le concorrenti appena citate ed un motociclo. 

Nonostante ciò, il successo fu immediato: nei primi sei mesi di produzione la P15 riuscì a ritagliarsi il 10% delle vendite nel suo segmento di mercato. E durante questi sei mesi si ebbero delle significative novità che interessarono la gamma.

Nell'ottobre 1928 la gamma fino a quel momento composta della roadster e del furgoncino si arricchì con l'arrivo della versione cabriolet a 2 posti, dotata di un allestimento più completo rispetto a quello della roadster e comprendente tra l'altro anche i nuovi ammortizzatori a doppio effetto per ottenere un comfort maggiore. Alla fine dello stesso anno venne montata una nuova frizione monodisco a secco.

Nella primavera dell'anno seguente venne introdotta anche la cabriolet a 3 posti, un modello nato per sopperire al ritardo del lancio commerciale della più grande DKW 4=8, ritardo dovuto a problemi tecnici inerenti al nuovo motore V4, problemi che di fatto non si sarebbe mai riusciti a risolvere pienamente. Tornando alla P15, la nuova cabriolet a 3 posti era caratterizzata dalla presenza del terzo sedile sistemato ovviamente dietro la fila anteriore, ma disposto trasversalmente per dare modo al passeggero di poter allungare un po' le gambe, movimento che sarebbe risultato impossibile con un sedile disposto in maniera tradizionale, dati i ridotti ingombri della vettura. Inoltre, rispetto alle altre P15, la nuova versione era caratterizzata da portiere più grandi e sviluppate verso il basso, al contrario delle altre versioni che invece montavano delle portiere piccole e con il profilo inferiore troppo in alto perché si potesse accedere agevolmente nell'abitacolo. La cabriolet a 3 posti fu anche la prima vettura DKW proposta in due livelli di allestimento, uno di base ed uno di lusso. Quest'ultimo prevedeva tra l'altro l'illuminazione interna elettrica, gli indicatori di direzione elettrici ed i cerchi a disco lucido. Pochi mesi dopo vi fu anche l'arrivo della cabriolet a 4 posti, una versione ancor più di lusso, caratterizzata dalla presenza di due posti posteriori sistemati frontemarcia (quindi con un po' meno comodità per chi viaggiava dietro), ma con allestimento ancor più completo e che comprendeva un piccolo vano bagagli posteriore. La cabriolet a 4 posti era inoltre caratterizzata dalla presenza di due finestrini per lato anziché due, completamente circondati da un cornice. Si trattava pertanto di una trasformabile e non di una vera e propria cabriolet.

Tra la fine della primavera e l'inizio dell'estate 1929 la gamma venne sfoltita: a maggio scomparve la cabriolet a 2 posti, quest'ultima sostituita proprio dalla cabriolet a 3 posti. Anche la versione commerciale, ossia la prima ad essere stata introdotta, fu tolta dal listino nello stesso periodo. Nel mese di ottobre fu la volta della roadster.

L'arrivo della crisi economica alla fine del 1929 diede uno scossone all'impero di Rasmussen, che nel frattempo aveva rilevato l'Audi. La domanda per la P15 calò, anche se riuscì a mantenersi su livelli accettabili: i ridotti costi di gestione della vettura e la bassa pressione fiscale esercitata su di essa fecero in modo che chi poteva ancora acquistare un'auto si orientasse proprio sulla P15. In ogni caso, i magazzini DKW erano anche pieni di materiali da destinare alla produzione della P15 e che invece stavano tardando ad essere smaltiti, proprio a causa della domanda diminuita.

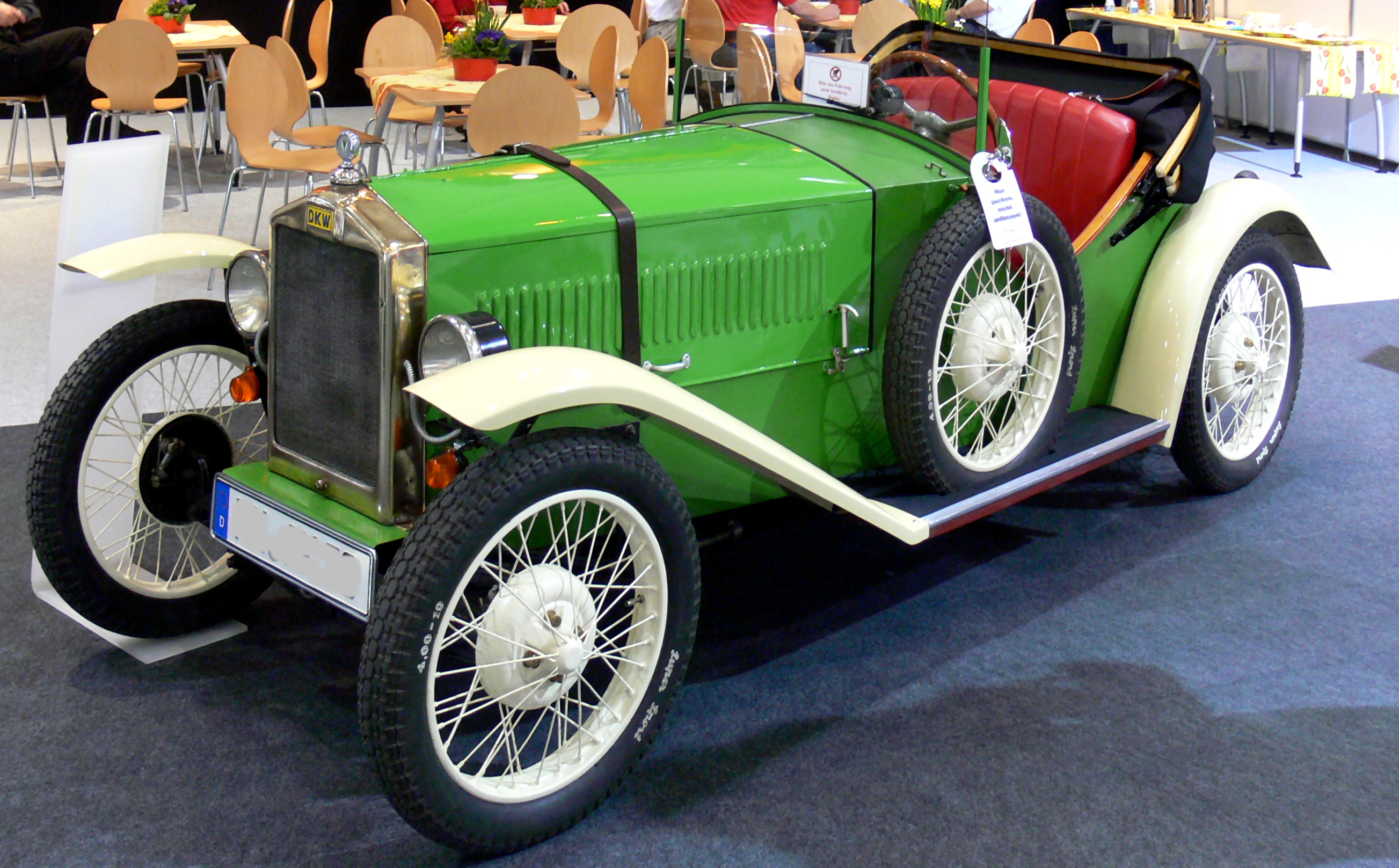
Una PS600 Roadster

All'inizio del 1930 la gamma si estese con l'arrivo della versione sportiva, denominata PS600. Tale versione era caratterizzata dalla specifica carrozzeria sport biposto e dal peso ridotto (solo 550 kg) che ne faceva una vettura rivolta a chi aveva la passione delle corse, ma anche un budget relativamente ridotto. Tale versione trasse origine da una P15 da gara, anch'essa biposto. Questa vettura, rimasta un esemplare unico, fu voluta durante il 1929 da due ingegneri in forza alla DKW e che volevano cimentarsi nelle competizioni con una P15 opportunamente riprogettata. Tale esemplare era caratterizzato da parafanghi di tipo motociclistico, da una coda affusolata a mo' di poppa di imbarcazione e da un motore di cilindrata analoga a quella della P15 di serie, ma con potenza portata da 15 a 20 CV. Questa P15 da gara venne in seguito sviluppata per poter essere prodotta in serie. I parafanghi di tipo motociclistico vennero sostituiti da altri che integravano i predellini laterali, mentre il motore scese da 20 a 18 CV, comunque sia sempre superiore ai 15 CV delle altre P15. La PS600 pesava tra i 30 ed i 70 kg in meno rispetto alle altre P15 e grazie al suo motore leggermente più potente poteva raggiungere velocità massime comprese tra i 90 ed i 100 km/h. La vettura riscosse un notevole successo, sia di pubblico sia da parte della stampa, che lodò sia l'ottimo compromesso tra prestazioni, qualità sportive e prezzo, sia il pregevole tentativo da parte della Casa di Zschopau di avvicinare il mondo delle competizioni anche a ceti sociali meno agiati.

Durante il 1930 la gamma della P15 subì un altro taglio significativo: l'avvento della 4=8, finalmente pronta al debutto commerciale, implicò l'uscita di listino della cabriolet a 4 posti. A questo punto rimasero in commercio solo la PS600 e la cabriolet a 3 posti. Quest'ultima rimase in produzione fino alla fine del 1931. Con la sua uscita dai listini DKW scomparve definitivamente la gamma P15. L'ultimo baluardo della presenza di tale modello fu rappresentata dalla PS600, la cui fama e notorietà ne fecero un piccolo mito acclamato dal pubblico che insistette affinché venisse mantenuta in produzione il più a lungo possibile. Ma alla fine anche per la PS600 giunse il momento del suo ritiro dal commercio. Siamo a questo punto nel marzo del 1933. Il posto della P15 fu preso da due modelli di fasce differenti: più in alto la DKW 4=8 che propose una vettura dagli ingombri esterni analoghi a quelli della P15, ma con un motore più grande; più in basso, vi fu l'arrivo della DKW F1, una delle primissime autovetture tedesche a trazione anteriore, la quale ripropose un motore di fascia più simile a quella della P15, ma con una carrozzeria di dimensioni più ridotte. Anche la sportiva PS600 trovò un'erede nella corrispondente variante sportiva (stavolta sia biposto che monoposto) della F1.

### Tabella dati tecnici
Di seguito vengono riepilogate le caratteristiche tecniche delle varie versioni della P15 e della PS600. I prezzi riportati sono in reichsmark (RM) e si riferiscono al momento del debutto nel mercato tedesco.
| Modello                            | P15 | P15 | P15 | P15 | P15 | PS600 |
| ---------------------------------- | --- | --- | --- | --- | --- | --- |
| Versione                           | Roadster | cabriolet 2 posti | cabriolet 3 posti | cabriolet 4 posti | furgoncino | sport biposto |
| Anni di produzione                 | 06/1928-10/1929 | 10/1928-05/1929 | 04/1929-12/1931 | 07/1929-12/1930 | 06/1928-06/1929 | 12/1929-03/1933 |
| Esemplari prodotti                 | 3.008 | 3.008 | 1.367 | 234 | 119 | 500 |
| Prezzo al debutto in RM            | 2.500 | 2.750 | 2.880 | 3.200 | 2.850 | 2.750 |
| Motore                             | A due tempi | A due tempi | A due tempi | A due tempi | A due tempi | A due tempi |
| Posizione                          | anteriore longitudinale | anteriore longitudinale | anteriore longitudinale | anteriore longitudinale | anteriore longitudinale | anteriore longitudinale |
| Numero e disposizione dei cilindri | 2 cilindri in linea | 2 cilindri in linea | 2 cilindri in linea | 2 cilindri in linea | 2 cilindri in linea | 2 cilindri in linea |
| Cilindrata (cm³)                   | 584 | 584 | 584 | 584 | 584 | 584 |
| Alesaggio e corsa (mm)             | 74x68 | 74x68 | 74x68 | 74x68 | 74x68 | 74x68 |
| Alimentazione                      | Carburatore doppio corpo | Carburatore doppio corpo | Carburatore doppio corpo | Carburatore doppio corpo | Carburatore doppio corpo | Carburatore doppio corpo |
| Rapporto di compressione           | 5.5:1 | 5.5:1 | 5.5:1 | 5.5:1 | 5.5:1 | 5.7:1 |
| Potenza nominale (CV a giri/min)   | 15 a 3500 giri/min | 15 a 3500 giri/min | 15 a 3500 giri/min | 15 a 3500 giri/min | 15 a 3500 giri/min | 18 a 4500 giri/min |
| Frizione                           | Multidisco a bagno d'olio (dal dicembre 1928: monodisco a secco)                                                                                                | Multidisco a bagno d'olio (dal dicembre 1928: monodisco a secco)                                                                                                | Multidisco a bagno d'olio (dal dicembre 1928: monodisco a secco)                                                                                                | Multidisco a bagno d'olio (dal dicembre 1928: monodisco a secco)                                                                                                | Multidisco a bagno d'olio (dal dicembre 1928: monodisco a secco)                                                                                                | monodisco a secco |
| Trazione                           | Posteriore | Posteriore | Posteriore | Posteriore | Posteriore | Posteriore |
| Cambio                             | Manuale a 3 marce | Manuale a 3 marce | Manuale a 3 marce | Manuale a 3 marce | Manuale a 3 marce | Manuale a 3 marce |
| Struttura                          | Scocca portante in acciaio con pannelli in legno rivestiti in similpelle                                                                                        | Scocca portante in acciaio con pannelli in legno rivestiti in similpelle                                                                                        | Scocca portante in acciaio con pannelli in legno rivestiti in similpelle                                                                                        | Scocca portante in acciaio con pannelli in legno rivestiti in similpelle                                                                                        | Scocca portante in acciaio con pannelli in legno rivestiti in similpelle                                                                                        | Scocca portante in acciaio con pannelli in legno rivestiti in similpelle                                                                                        |
| Sospensioni ant.                   | Assale rigido con molle a balestra ed ammortizzatori ad attrito                                                                                                 | Assale rigido con molle a balestra ed ammortizzatori ad attrito                                                                                                 | Assale rigido con molle a balestra ed ammortizzatori ad attrito                                                                                                 | Assale rigido con molle a balestra ed ammortizzatori ad attrito                                                                                                 | Assale rigido con molle a balestra ed ammortizzatori ad attrito                                                                                                 | Assale rigido con molle a balestra ed ammortizzatori ad attrito                                                                                                 |
| Sospensioni post.                  | Assale rigido con molle a balestra ed ammortizzatori ad attrito                                                                                                 | Assale rigido con molle a balestra ed ammortizzatori ad attrito                                                                                                 | Assale rigido con molle a balestra ed ammortizzatori ad attrito                                                                                                 | Assale rigido con molle a balestra ed ammortizzatori ad attrito                                                                                                 | Assale rigido con molle a balestra ed ammortizzatori ad attrito                                                                                                 | Assale rigido con molle a balestra ed ammortizzatori ad attrito                                                                                                 |
| Impianto frenante                  | Freno di servizio: sulle quattro ruote a comando meccanico Freno a mano: a comando meccanico ed agente sulla ruota anteriore sinistra e sulla posteriore destra | Freno di servizio: sulle quattro ruote a comando meccanico Freno a mano: a comando meccanico ed agente sulla ruota anteriore sinistra e sulla posteriore destra | Freno di servizio: sulle quattro ruote a comando meccanico Freno a mano: a comando meccanico ed agente sulla ruota anteriore sinistra e sulla posteriore destra | Freno di servizio: sulle quattro ruote a comando meccanico Freno a mano: a comando meccanico ed agente sulla ruota anteriore sinistra e sulla posteriore destra | Freno di servizio: sulle quattro ruote a comando meccanico Freno a mano: a comando meccanico ed agente sulla ruota anteriore sinistra e sulla posteriore destra | Freno di servizio: sulle quattro ruote a comando meccanico Freno a mano: a comando meccanico ed agente sulla ruota anteriore sinistra e sulla posteriore destra |
| Pneumatici                         | 27x4.00 | 27x4.00 | 27x4.00 | 27x4.00 | 27x4.00 | 27x4.00 |
| Massa in ordine di marcia          | 520 | 520 | 610 | 625 | 550 | 550 |
| Serbatoio                          | 20 | 20 | 30 | 30 | 20 | 30 |
| Velocità massima                   | 80 | 80 | 70 | 70 | 50 | 90-100 |
| Consumo medio                      | 8-10 | 8-10 | 8-10 | 8-10 | 8-10 | 8 |

### Versioni speciali
Il 30 luglio 1928, in occasione del 50º compleanno di J.S. Rasmussen, fu realizzata una P15 con carrozzeria limousine a 4 posti. Tale versione fu destinata a rimanere un esemplare unico e non venne mai prodotto in serie.